# 伊四十型潛艦
伊四零型潛艇是大日本帝國海軍的潛艦型號。又名巡潜乙型改1。本艦級的潛艇由伊號第四〇潛艇至伊號第四五潛艇共6隻，於1943年至1944年竣工，全部於太平洋戰爭時戰沒。設計基於伊一五型潛艇（巡潛乙型），從事索敵與運輸任務。伊號第四一潛艇撃傷美輕巡洋艦，伊號第四五潛艇撃沉美護衛驅逐艦Ebersole。

## 諸元
- 全長：108.70米
- 全幅：9.30米
- 排水量：水上2230噸、水中3700噸
- 最大速度：水上23.5節、水中8節
- 水中航續距離：178km(96海里)/3節
- 水上航續距離：25900km(14000海里)/16節
- 武裝：53cm魚雷發射管×6、14cm砲、25mm機銃×2、水上偵察機、魚雷×17

## 同型艦
- 伊號第四〇潛艇
- 伊號第四一潛艇
- 伊號第四二潛艇
- 伊號第四三潛艇
- 伊號第四四潛艇
- 伊號第四五潛艇